# Liste antiker Ortsnamen und geographischer Bezeichnungen/Xo
| Lateinischer Name | Griechischer Name | Beschreibung                                           | Heute                                                         | Quellen und Verweise | Lage |
| ----------------- | ----------------- | ------------------------------------------------------ | ------------------------------------------------------------- | -------------------- | ---- |
| Xois              | Ξόις (Xois)       | Stadt im Nildelta, Hauptstadt des 6. ägyptischen Gaues | Siedlung Sacha wenige Kilometer südlich von Kafr asch-Schaich | Smith;               |      |